# Sudragi
Sudragi – wieś w Polsce położona w województwie mazowieckim, w powiecie sierpeckim, w gminie Sierpc. Ma status sołectwa.

## Historia
Początki wsi sięgają XIV wieku. Według dawnych dokumentów w 1375 roku stanowiła ona własność Iwona marszałka dworu Kazimierza księcia szczecińskiego i kujawskiego. Iwon zajął się rozwojem swojej wsi i jemu właśnie przypisuje się założenie parafii w końcu XIV wieku. Następnie, zapewne potomkowie Iwona, przyjęli nazwisko Sudraski i dziedziczyli w tej wsi przez kolejne lata. Nie był to możny ród i z czasem część wsi przejęli inni rycerze.
Sudragi leżały na terenie ziemi dobrzyńskiej. Historia tej ziemi odbiega nieco od historii dawnej ziemi płockiej, do której należał większy obszar współczesnej gminy Sierpc.
Spis podatkowy z 1564 roku informuje, że własność ziemska podzielona była między dwa rody: Tułochowskich i Sudraskich. Ten spis podatkowy zawiera unikatowy w skali Polski przekaz o imionach i nazwiskach kmieci z tej wsi. Tak więc w części Tułochowskiego mieszkali: Jan Dybala, Mikołaj Krypa, Łukasz Vosciek, Jakub Mazgay, Grzegorz Pustella, Andrzej Nabirus (był też pszczelarzem) i niejaki Domagała. Dodatkowo w tej części wsi mieszkało też pięciu ubogich chłopów (zagrodników).
Natomiast w części Sudraskiego mieszkali: Jan Scierka, Vieczorek, Jan Paszych i Andrzej Podynek, mieszkało tu również 2 zagrodników. Był też młyn użytkowany przez niejakiego Augustinusa.
Przez wiele lat wieś podzielona była na dwie części: część Sudraskich i drugą część należącą do różnych rodów. Wśród tych rodów wyróżniał się Jan z Łowiczka Łowicki, który w 1611 roku został sekretarzem królewskim na dworze Zygmunta III. Szybko piął się po szczeblach kariery. W 1618 roku był już sędzią ziemskim brzeskim, następnie został podkomorzym brzeskim, w końcu starostą brzeskim. W kolejnych latach przeniósł się zapewne na Kujawy. W 1628 roku został kasztelanem lądzkim potem inowrocławskim. W tym czasie kupił część majątku Sudragi, zapewne od Tułochowskich.
Rola Łowickiego rosła, włączył się do prac sejmowych, był członkiem wielu komisji i deputacji, lustrował dobra królewskie, był nawet marszałkiem sejmu 1624 roku. W końcu życia miał liczne starostwa i należał do orszaku królowej. Ożenił się z Ewą Zadzikówną. Zmarł w 1640 roku jako właściciel wielu majątków w całej Polsce. Miał syna Jana, który zapewne odziedziczył Sudragi jednak ten zmarł bezdzietny w drugiej połowie XVII wieku, a majątek uległ rozproszeniu.
W tym czasie Sudragi zostały też zniszczone podczas działań wojennych i rola tej wsi jako ośrodka parafialnego upadła. Nie było nawet plebana, a parafią opiekowali się plebani ligowscy.
W drugiej połowie XVII wieku wzrosła rola Sudraskich herbu Gozdawa, który z niewielkiego rodu szlacheckiego wyrósł na średniozamożną szlachtę. Właśnie im zawdzięcza się budowę nowej świątyni w tej wsi (około 1744). Kościół wybudował Jan Sudraski stolnik wendeński. W XVIII wieku cała wieś stała się własnością Sudraskich, którzy przekazali część ziemi miejscowym plebanom. Jednak w końcu XVIII wieku Sudragi stały się parafią filialną wobec Ligowa. Regestr diecezjów z 1784 roku informuje, że głównym dziedzicem był Sudraski, a część ziemi należała do proboszcza ligowskiego.
Na przełomie XVIII i XIX wieku rola Sudraskich spadła i sprzedali oni swoją wieś, kupił ją niejaki Paweł Chmielewski herbu Wieniawa. Niewiele o tej postaci można powiedzieć. Wiadomo, że był dobroczyńcą miejscowej parafii i właśnie on w 1818 roku ufundował nowy dach na kościele i oszalował go deskami. Paweł Chmielewski był też prawdopodobnie założycielem pobliskiej wsi Pawłowo.
Trudno teraz prześledzić kolejność dziedziczenia Chmielewskich w tej wsi. Herbarze nie podają ścisłych informacji. Wymienia się w XIX wieku następujące osoby z tego rodu: Franciszek syn Walentego ożeniony z Honoratą Turowską, Izydor syn Franciszka i Honoraty (był pełnoletni w 1837 roku) żonaty z Balbiną Rybińską i Aleksander syn Izydora.
Inne źródła podają też Alfonsa Chmielewskiego pochodzącego z Sudrag (1849–1934) działacza społecznego na Pomorzu Gdańskim. Żyła też Olimpia Chmielewska, którą tytułowano dziedziczką Sudrag i Pawłowa, wyszła za mąż za Józefa Jezierskiego (ur. 1809) herbu Rogala właściciela majątków w Prusach i powiecie lipnowskim. Ślub miał miejsce około 1850 roku, z tego związku urodził się w 1857 roku syn Artur, który przeniósł się do powiatu kieleckiego.
Część dóbr należała w XIX wieku do Chmielewskich, ale zapewne inną część dziedziczyli też Rudowscy herbu Prus, ponieważ w 1839 roku jako właściciela Sudrag wymienia się również Antoniego Rudowskiego.
Według danych z początku XIX wieku Sudragi były całkiem sporą miejscowością. W 1827 roku w tej miejscowości były 64 domy i 613 mieszkańców. Do majątku należały wsie: Pokrzywnica, Kapuśniki i Sudragi. W czasie uwłaszczenia w tej wsi powstało 39 gospodarstw rolnych na 44 morgach ziemi. Następnie wieś włączono do gminy Gujsk w powiecie rypińskim. Według opisu z końca XIX wieku była tu szkoła początkowa.
Po I wojnie światowej właścicielem majątku liczącego 296 ha był Witold Jarociński. Działał sklep z artykułami różnymi należący do W. Girzyńskiego oraz wiatrak B. Góreckiej, a także kuźnia Czesława Grefa.

## Zabytki
Do połowy XX wieku we wsi znajdował się drewniany kościół pw. świętego Walentego. Spłonął 19 sierpnia 1955 roku a wraz z nim całe jego zabytkowe wyposażenie.
Na jego miejscu w 1983 roku ukończono budowę, nowego, murowanego kościoła pw. Matki Boskiej Częstochowskiej. W tymże roku reerygowano parafię w Sudragach, która niegdyś została zlikwidowana w 1780 roku.
Na cmentarzu przykościelnym zachował się nagrobek Tekli z Łukoskich Rudowskiej (zm. 14 I 1855).